# Сорочинский, Иван Игнатьевич
Иван Игнатьевич Сорочинский — бригадир добычного участка № 8 шахты Октябрьская (Воркута), Герой Социалистического Труда.

## Биография
Трудовую деятельность в угольной промышленности Заполярья начал в 1956 году на шахте № 7 комбината «Воркутауголь». В 1961 году, имея опыт работы горнорабочего очистного забоя, переведён на шахту № 20 (ныне шахта «Октябрьская»), где и работал до 1985 года. Вскоре становится комплексным бригадиром добычного участка № 8. В 1972 году участок первым в Печорском угольном бассейне превысил годовой рубеж добычи 500 тысяч тонн. Бригада прочно и надолго заняла ведущее место среди передовых коллективов угольной промышленности.
29.12.1973 года за проявленную трудовую доблесть и достижение выдающихся успехов в выполнении социалистических обязательств, принятых на 1973 год, присвоено звание Героя Социалистического Труда. Общественная деятельность Ивана Игнатьевича: избирался депутатом Верховного Совета СССР и Коми АССР, являлся членом общества советско-болгарской дружбы. Награждён медалями: «За трудовую доблесть», «За доблестный труд. В ознаменование 100-летия со дня рождения В. И. Ленина». Полный кавалер «Шахтёрской славы», ему присвоены звания «Почётный шахтёр», «Заслуженный работник народного хозяйства Коми АССР».